# 3 (album de FireHouse)
Pour les articles homonymes, voir 3 (homonymie).
Albums de FireHouse
Hold Your Fire
(1992) Good Acoustics
(1996)
Singles
1. I Live My Life for You

3 est le troisième album du groupe FireHouse sorti en 1995.

## Liste des chansons
| No  | Titre                     | Durée |
| --- | ------------------------- | ----- |
| 1.  | Love Is a Dangerous Thing | 4:46  |
| 2.  | What's Wrong              | 4:32  |
| 3.  | Somethin' 'Bout Your Body | 4:43  |
| 4.  | Trying to Make a Living   | 4:26  |
| 5.  | Here for You              | 3:54  |
| 6.  | Get a Life                | 4:21  |
| 7.  | Two Sides                 | 4:25  |
| 8.  | No One at All             | 3:36  |
| 9.  | Temptation                | 4:28  |
| 10. | I Live My Life for You    | 4:24  |